# به ما می‌گویند وصله ناجور
به ما می‌گویند وصله ناجور (سوئدی: Dom kallar oss mods) یک فیلم مستند سوئدی به کارگردانی استفان یارل است که در سال ۱۹۶۸ منتشر شد.
فیلم بازگو کنندهٔ داستان دو نوجوان ناسازگار است و در خلال آن به مسائلی چون الکلیسم، اعتیاد، سیگار و ماری‌جوآنا، بی‌خانمانی و غیره می‌پردازد.